# Google Tasks
Google Tasks (ou Google Tarefas) é um aplicativo de gerenciamento de tarefas desenvolvido pelo Google e incluído no Google Workspace.
Incluído inicialmente como um recurso no Gmail e no Google Agenda, o Google Tasks foi lançado como um produto principal com um aplicativo independente em 2018. Está disponível para Android e iOS, bem como no painel lateral direito dos aplicativos Google Workspace na web e no Google Agenda.

## História e Desenvolvimento
O Google Tasks começou como uma integração com outros aplicativos do G Suite (agora Google Workspace), permitindo a criação de itens de tarefas no Agenda e no Gmail. Ao passar para um serviço principal em 28 de junho de 2018, o Google Tasks é lançado como um aplicativo móvel dedicado, no qual as tarefas podem ser classificadas em listas, gerenciadas e concluídas. Em 2022, o Google Tasks lançou a capacidade de criar tarefas a partir de mensagens do Google Chat.